# Xyger
Xyger ist ein Ortsteil des Marktes Altomünster im oberbayerischen Landkreis Dachau.
Die Einöde wurde als Ortsteil der ehemaligen Gemeinde Wollomoos mit dieser am 1. Mai 1978 nach Altomünster eingegliedert. Xyger liegt an der Staatsstraße 2047.
Der Ort mit zwei Bauernhöfen hatte im Jahr 2016 neun Einwohner, die alle miteinander verwandt sind.

## Geschichte
Xyger, in alten Schreibweisen auch Gsiger oder Ziger, wurde erstmals 1466 urkundlich erwähnt. Der Ort gehörte dem Kloster Altomünster.